# Падитель, Валерий Борисович
Вале́рий Бори́сович Пади́тель (укр. Валерій Борисович Падитель; 26 июля 1978, Дунаевцы) — украинский военнослужащий, полковник, участник российско-украинской войны. Герой Украины (2022).

## Биография
Валерий Падитель окончил Национальную академию Государственной пограничной службы Украины имени Богдана Хмельницкого, а в 2010 году — факультет подготовки руководящих кадров того же учебного заведения.
Служил в различных пограничных отрядах: Херсонском, Львовском, Мостисском, Чопском, Харьковском, Сумском и Донецком, а также в Северном и Восточном региональных управлениях Государственной пограничной службы Украины.
В 2020 году участвовал в ведомственном проекте «Новое лицо руководящего состава», где занял четвёртое место.
С 2021 года — командир Донецкого пограничного отряда.
Во время полномасштабного вторжения России в Украину в 2022 году под его командованием пограничники обороняли Мариуполь. Он был последним из своего отряда, кто вышел с «Азовстали» в российский плен.
21 сентября 2022 года был освобождён из плена в рамках обмена.
После возвращения продолжил службу и возглавил 15-й мобильный пограничный отряд «Стальная граница», входящий в состав «Гвардии наступления».

## Награды
- Звание «Герой Украины» с удостоением ордена «Золотая Звезда» (14 октября 2022) — за личное мужество и героизм, проявленные в защите государственного суверенитета и территориальной целостности Украины, верность военной присяге[1].
- Орден Богдана Хмельницкого III степени (16 марта 2022) — за личное мужество и высокий профессионализм, проявленные в защите государственного суверенитета и территориальной целостности Украины, верность военной присяге[2].